# BC Nevėžis
El Krepšinio klubas Nevėžis Kėdainiai es un club profesional de baloncesto con sede en Kėdainiai, Lituania, fundado en 1992 y que participa en la liga lituana (LKL) y en la BBL.

## Historial
| Temporada | División | Liga | Pos. | Clas. final     | Liga del Báltico  | Pos.              | LKF taurė          |
| --------- | -------- | ---- | ---- | --------------- | ----------------- | ----------------- | ------------------ |
| 2000–01   | 2        | LKAL | 5    | Cuartofinalista | –                 | –                 | –                  |
| 2001–02   | 2        | LKAL | 1    | Ascenso         | –                 | –                 | –                  |
| 2002–03   | 1        | LKL  | 10   | –               | –                 | –                 | –                  |
| 2003–04   | 1        | LKL  | 7    | Cuartofinalista | –                 | –                 | –                  |
| 2004–05   | 1        | LKL  | 6    | Cuartofinalista | Challenge Cup     | 1                 | –                  |
| 2005–06   | 1        | LKL  | 4    | Semifinalista   | Elite Division    | 4                 | –                  |
| 2006–07   | 1        | LKL  | 5    | Cuartofinalista | Elite Division    | 10                | Tercer clasificado |
| 2007–08   | 1        | LKL  | 4    | Semifinalista   | Challenge Cup     | 1                 | –                  |
| 2008–09   | 1        | LKL  | 4    | Semifinalista   | Elite Division    | 10                | Cuartofinalista    |
| 2009–10   | 1        | LKL  | 12   | –               | Elite Division    | 10                | Cuarto clasificado |
| 2010–11   | 1        | LKL  | 9    | –               | Elite Division    | 8                 | Tercera ronda      |
| 2011–12   | 1        | LKL  | 7    | –               | Elite Division    | 7                 | Tercer clasificado |
| 2012–13   | 1        | LKL  | 8    | Cuartofinalista | Temporada regular | Temporada regular | Semifinalista      |
| 2013–14   | 1        | LKL  | 8    | Cuartofinalista | Cuartofinalista   | Cuartofinalista   | Quinta ronda       |

## Palmarés
- Campeón de la LKAL (2003)
- Campeón de la BBL Challenge Cup (2005 y 2008)
- Campeón de la BBL Cup (2013)